# Just Another Band from L.A.
Just Another Band from L.A. je koncertní album americké rockové skupiny The Mothers, vydané v roce 1972 u Reprise Records.

## Seznam skladeb
| Strana 1 | Strana 1           | Strana 1 | Strana 1 |
| Pořadí   | Název              | Autor    | Délka    |
| -------- | ------------------ | -------- | -------- |
| 1.       | Billy the Mountain | Zappa    | 24:47    |

| Strana 2 | Strana 2                | Strana 2                      | Strana 2 |
| Pořadí   | Název                   | Autor                         | Délka    |
| -------- | ----------------------- | ----------------------------- | -------- |
| 1.       | Call Any Vegetable      | Zappa                         | 7:22     |
| 2.       | Eddie, Are You Kidding? | Kaylan, Seiler, Volman, Zappa | 3:10     |
| 3.       | Magdalena               | Kaylan, Zappa                 | 6:24     |
| 4.       | Dog Breath              | Zappa                         | 3:39     |

## Sestava
- Frank Zappa – kytara, zpěv
- Mark Volman – zpěv
- Howard Kaylan – zpěv
- Ian Underwood – dřevěné nástroje, klávesy, zpěv
- Aynsley Dunbar – bicí
- Don Preston – klávesy
- Jim Pons – baskytara, zpěv